# タマーラ (バラキレフ)
交響詩『タマーラ』（露：Тамара）は、ミリイ・バラキレフが作曲した交響詩。1882年に一応の完成を見る。演奏時間は約20分から25分。

## 作曲の経緯と初演
バラキレフは、1862年、1863年、1868年の3回にわたりカフカースへ旅行し、同地の民俗音楽に親しんだが、その際収集した素材を元にグリンカの『ルスランとリュドミラ』に倣った歌劇『火の鳥』を作ろうという構想を持つに至った。その後、計画は変更され管弦楽曲としてまとめられることとなり、1867年からスケッチが開始される。当初、候補として挙がっていた題名は『レズギンカ』であったが、やがてカフカースの伝説を主題としたレールモントフの詩『タマーラ』に基づく交響詩とすることに変更された。
バラキレフの他の作品同様、完成までに長い年月を必要とした。1872年まで取り組まれた後、無料音楽学校の財政破綻に伴うバラキレフの楽壇引退により数年間放置され、復帰後、1879年に作曲を再開、1882年にようやく完成された。1883年3月7日、サンクトペテルブルクにおいてバラキレフ自身の指揮により無料音楽学校の演奏会で初演され、リストに献呈されている。その後、1898年にオーケストレーションが改訂された。
東洋的題材など、同時期に作曲を始めたピアノ曲『イスラメイ』と共通の要素が多く、リムスキー＝コルサコフの代表作『シェヘラザード』にも深い影響を与えた。また、1912年にはディアギレフ率いるバレエ・リュスによりバレエ化されている（振付ミハイル・フォーキン）。

## 詩の大意
レールモントフの詩の大意は次のとおり。
「ダリヤールの渓谷、テレク川に霧がかかり、黒い岩壁の上に古い塔が立つ。そこには天使のように美しく悪魔のように邪な女王タマーラが住む。塔の灯火は旅人の目を惑わせ、タマーラの歌声が聞こえると、皆、塔へ引き寄せられた。旅人は歓待を受け、やがて臥所にてタマーラとの燃えるような抱擁が始まる。歓喜の一夜が明け、辺りは沈黙に包まれる。旅人は屍となり、涙と共にテレク川を運ばれていく。」

## 楽曲の内容
民俗音楽的要素に加え、リストの交響詩のスタイルや、幾つかのライトモティーフを使って作曲されている。
まずは不気味な渓谷と川の流れの描写から始まる（譜例）。やがてクラリネットの独奏がタマーラの歌声を奏でると、徐々に雰囲気が盛り上がって行き、塔の中での宴が始まる。そしてレズギンカを始めとする舞曲風の楽想が様々な形で繰り広げられる。夜明けを描く終結部では冒頭が再現され、静かに終わる。
このような禍々しい饗宴の一夜を描いた作品として、リストやサン＝サーンスの『死の舞踏』、ムソルグスキーの『禿山の一夜』、リムスキー＝コルサコフの『トリグラフ山の一夜』などが共通の要素を持っている。

## 編成
フルート3（うち1はピッコロ持ち替え）、オーボエ、コーラングレ、クラリネット3、ファゴット2、ホルン4、トランペット2、トロンボーン3、チューバ、ティンパニ、トライアングル、スネアドラム、タンブリン、タンブリーノ、シンバル、バスドラム、タムタム、ハープ2、弦五部